# Pomatoschistus tortonesei
Pomatoschistus tortonesei is een  straalvinnige vissensoort uit de familie van grondels (Gobiidae). De wetenschappelijke naam van de soort is voor het eerst geldig gepubliceerd in 1969 door Miller.
De soort staat op de Rode Lijst van de IUCN als Bedreigd, beoordelingsjaar 2007.